# Glenea zalinensis
Glenea zalinensis är en skalbaggsart som beskrevs av Charles Joseph Gahan 1897. Glenea zalinensis ingår i släktet Glenea och familjen långhorningar.
Artens utbredningsområde är Burma. Inga underarter finns listade i Catalogue of Life.